# Đập Ilha Solteira
Đập Ilha Solteira là một con đập đắp trên sông Paraná gần Ilha Solteira, São Paulo, Brazil. Đập được xây dựng từ năm 1967 đến năm 1973 để sản xuất thủy điện, kiểm soát lũ và điều tiết nước.
Đập cung cấp cho nhà máy thủy điện với công suất lắp đặt 3444 MW. Nhà máy thủy điện chứa 20 tua-bin Francis được chia thành ba mức: 11 X 170 MW, 5 X 174 MW   và 4 X 176 MW. Năm 2005, nhà máy thủy điện đã sản xuất 17,9 TWh điện.